# Kirino Toshiaki
Kirino Toshiaki (桐野 利秋?; Kagoshima, 11 dicembre 1838 – Kagoshima, 24 settembre 1877) è stato un generale giapponese, uno degli ultimi samurai.

## Biografia
Era un samurai originario del dominio di Satsuma. Desideroso di fare carriera nell'esercito, si trasferì nella capitale Kyoto, partecipando nell'incidente di Kinmon del 1864 alla repressione dei ribelli anti-shōgun. Tuttavia presto seguì la politica del proprio dominio, schierandosi contro lo shogunato e combattendo nella guerra Boshin, comandando le forze di Satsuma alla battaglia di Aizu.
Fece quindi carriera nell'esercito imperiale giapponese divenendone anche brigadier generale, ma la crescente discriminazione che stavano patendo i samurai lo spinse ad abbandonarlo per unirsi agli scontenti capitanati da Saigō Takamori, che nel 1877 fece scoppiare la ribellione di Satsuma. Kirino era uno dei comandanti più importanti dei ribelli e aveva molta influenza su Saigō, e secondo il governo giapponese fu proprio lui uno dei maggiori istigatori della rivolta.
L'insurrezione tuttavia presto fallì, e Kirino fu tra gli ultimi samurai a resistere durante la battaglia di Shiroyama, episodio conclusivo del conflitto. Dopo la morte di Saigō lui e i pochi superstiti, decisi a non arrendersi, si gettarono contro le posizioni imperiali in una carica suicida, ma vennero tutti uccisi dai colpi delle mitragliatrici Gatling. Kirino fu quindi uno degli ultimi samurai giapponesi, e con la sua morte la casta guerriera nipponica scomparve.